# Porciúncula
Porciúncula is een gemeente in de Braziliaanse deelstaat Rio de Janeiro. De gemeente telt 18.227 inwoners (schatting 2009).

## Aangrenzende gemeenten
De gemeente grenst aan Natividade, Varre-Sai, Dores do Rio Preto (ES), Guaçuí (ES), Antônio Prado de Minas (MG), Caiana (MG), Faria Lemos (MG) en Tombos (MG).

## Geboren
- Albino Friaça Cardoso (1924-2009), voetballer